# Сенчина Іван
Сенчи́на Іван — український педагог, громадський діяч. Директор школи в Путятинцях, діяч РУРП. Делегат Української Національної Ради ЗУНР, представляв Рогатинський повіт.